# Krásnohorské Podhradie
Krásnohorské Podhradie (węg. Krasznahorkaváralja) – wieś (obec) na Słowacji położona w kraju koszyckim, w powiecie Rożniawa.

## Położenie
Wieś położona jest we wschodniej części Kotliny Rożniawskiej, u podnóży masywu Pipitki w Górach Wołowskich. Leży w dolince potoku Pača (znanego też jako Krásnohorský potok), będącego prawobrzeżnym dopływem rzeczki Čremošná. Tereny wsi rozciągają się od wysokości 335 m n.p.m. w dolinie Krásnohorskiego potoku po 966 m n.p.m. (szczyt góry Čipkov vrch). Centrum wsi leży na wysokości ok. 370 m n.p.m.

## Historia
Tereny Krasnohorskiego Podhradia były zamieszkane co najmniej od schyłku epoki brązu. Pierwsza pisemna wzmianka o wsi pochodzi z 1322 r., kiedy to odnotowane jest osiedle u podnóży zamku Krásna Hôrka (węg. Karaznahurka), zamieszkane przez ludność węgierską. To, że pierwsi mieszkańcy wsi byli Węgrami potwierdzają zachowane węgierskie nazwy miejscowe oraz dawne zapisy, które wyraźnie rozróżniały Madziarów żyjących pod zamkiem od ludności pochodzenia słowiańskiego, której osady zaczynały się od Betliari.
Wieś należała do feudalnego „państwa” z siedzibą na zamku Krásna Hôrka, obejmującego również wsie: Pača, Krásnohorská Dlhá Lúka i Jovice, które w 1243 r. otrzymała od króla węgierska rodzina Ákosów. Po nich władali wsią Bebekowie, a od II połowy XVI w. ród Andrássych. Na czele wsi stał sołtys, wybierany co roku przez feudała – właściciela „państwa”.
W 1427 r. wieś liczyła 67 gospodarstw i pobierano w niej myto od podróżnych. Dwukrotnie, w latach 1569 i 1570, wypaliły ją oddziały tureckie. Po powstaniu Bocskaya we wsi rozwinęło się górnictwo rud żelaza. W 1669 r. Mikołaj Andrássy uzyskał od króla Leopolda I przywilej dowolnego wykorzystywania bogactw mineralnych w swoim majątku, a kopalnie które otwarł zostały na 10 lat zwolnione z podatków.
W 1710 r., po upadku powstania Franciszka Rakoczego, zaraza morowa uśmierciła blisko 90% mieszkańców wsi. Dzięki rozwojowi górnictwa i pracujących na jego usługi rzemiosł ta jednak szybko odżyła, uzyskując w 1754 r. prawo organizowania dorocznych jarmarków, a wkrótce również status miasteczka. Szybko rosła liczba ludności: od 280 w 1773 r. do 876 w 1785. W 1828 r. Krásnohorské Podhradie miało 146 domów i 896 mieszkańców, którzy utrzymywali się z pracy na roli, rzemiosła oraz pracy w kopalniach rud żelaza usytuowanych na Małym Wierchu (słow. Malý vrch, 522 m n.p.m.).
Od 1918 r. wchodziła w skład pierwszej Republiki Czechosłowackiej. W tym czasie dwukrotnie (1920 i 1936) strajkowali tu robotnicy rolni. Od 2 listopada 1938 r. do 8 maja 1945 r. była – na podstawie tzw. pierwszego arbitrażu wiedeńskiego – włączona do państwa węgierskiego. Od 1945 r. ponownie w granicach Czechosłowacji, a od 1993 r. – nowo powstałego państwa słowackiego.
Po II wojnie światowej znaczna część ludności wsi znalazła zatrudnienie w kopalniach i zakładach metalurgicznych w Rożniawie.

## Demografia
Według danych z dnia 31 grudnia 2012, wieś zamieszkiwały 2603 osoby, w tym 1330 kobiet i 1273 mężczyzn.
W 2001 roku rozkład populacji względem narodowości i przynależności etnicznej wyglądał następująco:
- Słowacy – 23,36%
- Czesi – 0,34%
- Romowie – 28,06%
- Węgrzy – 47,18%

Ze względu na wyznawaną religię struktura mieszkańców kształtowała się w 2001 roku następująco:
- Katolicy rzymscy – 67,83%
- Grekokatolicy – 3,09%
- Ewangelicy – 1,91%
- Ateiści – 16,28%
- Nie podano – 3,18%